# Falsotetrataxis
Falsotetrataxis es un género de foraminífero bentónico considerado un sinónimo posterior de Polytaxis de la familia Tetrataxidae, de la superfamilia Tetrataxoidea, del suborden Fusulinina y del orden Fusulinida. Su especie tipo era Tetrataxis scutella. Su rango cronoestratigráfico abarcaba el Westphaliense (Carbonífero superior).

## Discusión
Clasificaciones más recientes hubiesen incluido Falsotetrataxis en el suborden Endothyrina, del orden Endothyrida, de la subclase Fusulinana y de la clase Fusulinata.

## Clasificación
Falsotetrataxis incluía a la siguiente especie:
- Falsotetrataxis scutella